# یخچال طبیعی گورودتسکی
یخچال طبیعی گورودتسکی (به قزاقی: Gorodetsky Glacier) یک یخچال طبیعی در قزاقستان است که در استان آلماتی واقع شده‌است.